# Idiochlora subtusumbrata
Idiochlora subtusumbrata är en fjärilsart som beskrevs av Fuchs 1902. Idiochlora subtusumbrata ingår i släktet Idiochlora och familjen mätare. Inga underarter finns listade i Catalogue of Life.